# Akram Ojjeh
Pour les articles homonymes, voir Ojjeh.

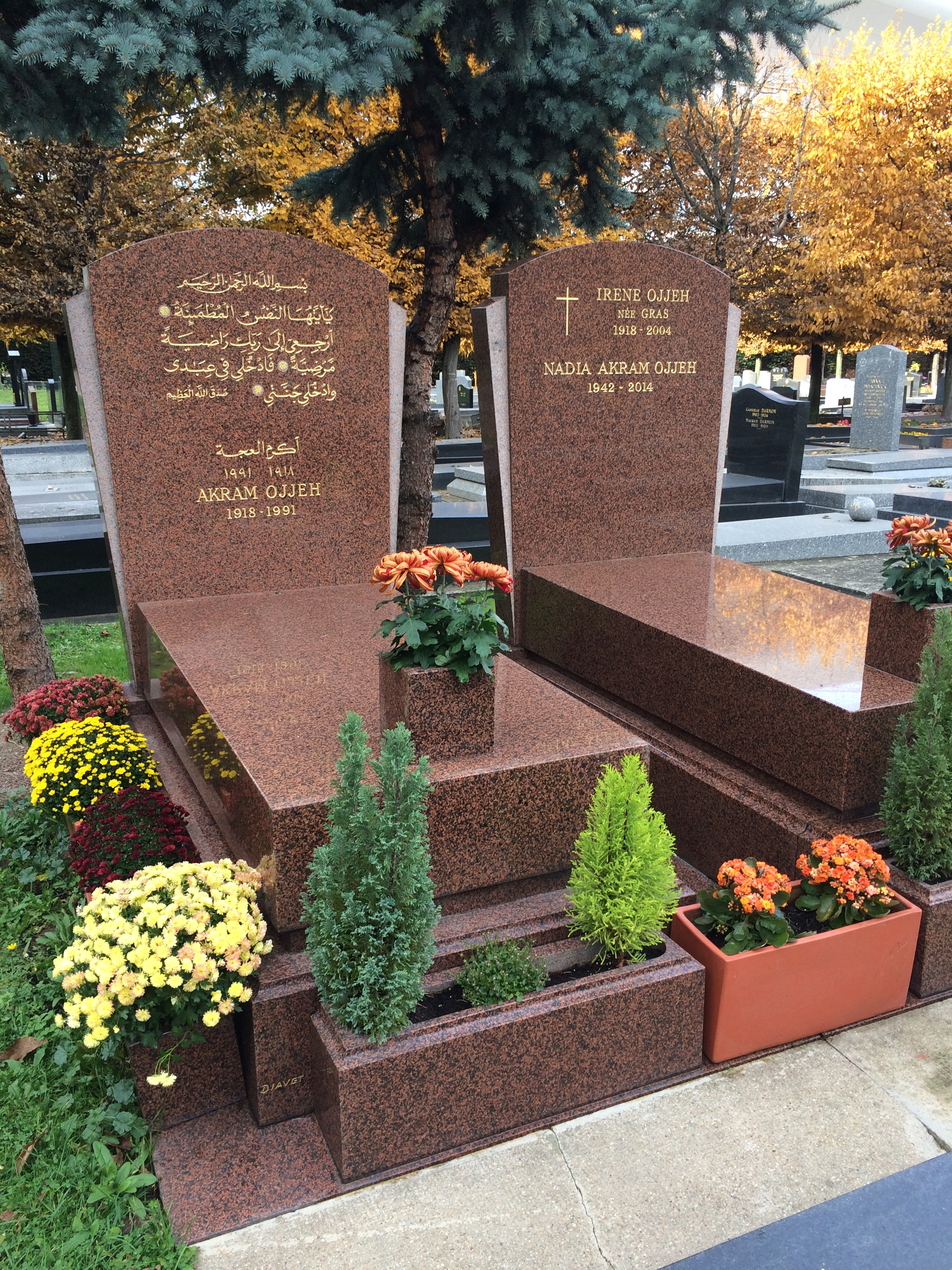
Sépulture d'Akram Ojjeh au cimetière nouveau de Neuilly-sur-Seine (div. 27).

Akram Ojjeh (en arabe : أكرم عجة), né le 21 avril 1918 à Damas et mort le 28 octobre 1991 à Paris, est un homme d’affaires, collectionneur d'art, multi-milliardaire syro-saoudien d'expression française
Akram Ojjeh a fondé dans les années 1970 le  Groupe TAG, une société holding hautement diversifiée, dotée d’un capital social de 100 millions de dollars entièrement détenu à l'origine par lui-même, puis par ses fils, dont Mansour Ojjeh.

## Biographie
Sa troisième femme fut Nahed Ojjeh, fille du général Mustafa Tlass, ancien ministre syrien de la Défense. De ce troisième mariage est né Akram Ojjeh Junior le 6 novembre 1986.

### Ventes d'armes
Akram Ojjeh fut conseiller du ministre saoudien de la Défense, et joua un rôle d'intermédiaire dans de grands marchés d’armement, notamment entre la France et l’Arabie saoudite.
Comme Samir Traboulsi, les trois frères Al-Fayed (en) de Londres, et Adnan Kashoggi, Akram Ojjeh fit partie des intermédiaires qui bâtirent des fortunes colossales dans les années 1970-1980 en s'installant opportunément à la croisée de la diplomatie, du « renseignement » et des affaires.
Les groupes français Thomson-CSF, Matra, Dassault passèrent par Akram Ojjeh pour tous leurs gros contrats d'armement, au centre du système de recyclage des pétrodollars. Ainsi, au début des années 1970, Akram Ojjeh signa avec Hugues de l'Estoile, alors directeur de l'armement, un accord réservant une commission de 7 % chacun sur toutes les ventes d'armement de Paris à Riyad. La SOFRESAY (Société française d'exportation de systèmes avancés), une émanation de la DGA (Délégation générale pour l'Armement) dont le siège social est à Saint-Cloud, reversait à Akram Ojjeh de confortables commissions à hauteur au moins de 7 % du montant des contrats signés entre l'Arabie saoudite et la France.
Akram Ojjeh est fait chevalier de la Légion d'honneur en 1950, sous Vincent Auriol. Il fut promu officier de la Légion d'honneur en 1974 par Valéry Giscard d'Estaing, puis commandeur par Charles Hernu, en 1983.
Akram Ojjeh avait pour principale structure d'investissement le groupe TAG, acronyme de Techniques d'avant garde, fondé en 1975 en Suisse et au Luxembourg. Propriété aujourd'hui de ses héritiers, le groupe TAG est notamment propriétaire de 15 % du capital de l'écurie de Formule 1 McLaren.

### PaquebotFrance
Akram Ojjeh fut propriétaire du paquebot France, acheté le 24 octobre 1977 pour 80 millions de francs et revendu le 25 juin 1979 à l'armateur norvégien Knut Utstein Kloster (en), propriétaire de la société Norwegian Caribbean Lines , pour 77 millions de francs. Il fut aussi propriétaire d'une version du tableau de Fragonard Le Verrou.

### Domiciles parisiens

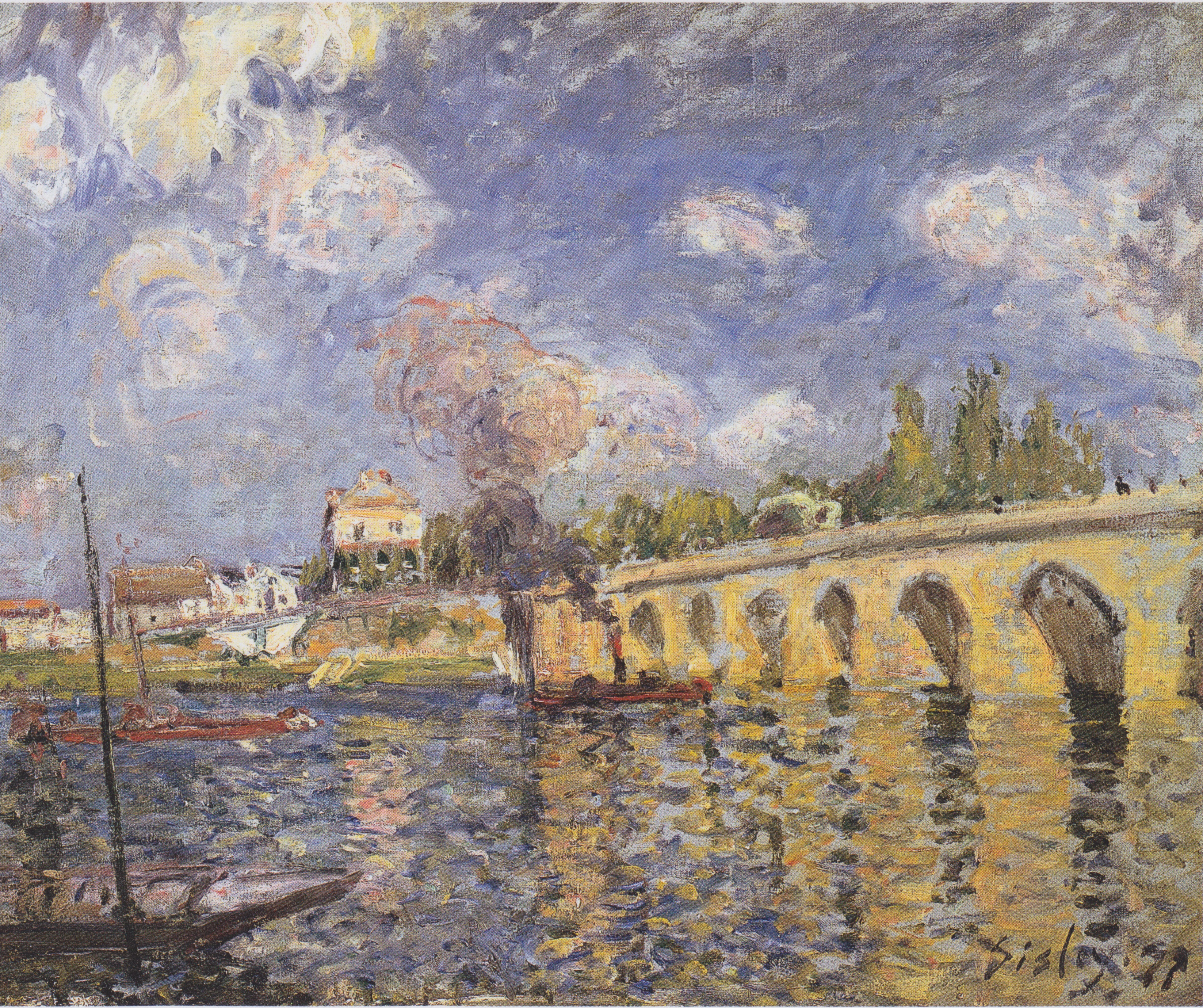
Bateau à vapeur de rivière et pont par Alfred Sisley, 1871, collection d'Akram Ojjeh.

Quand il ne sillonnait pas le monde à bord de l'un de ses deux Boeing 707, privés, aux couleurs blanche et verte du Groupe TAG, Akram Ojjeh aimait à séjourner dans la capitale française. Il y possédait en effet un penthouse au no 33 de l'avenue Foch, un immeuble de style néoclassique au no 1 de la rue Le Tasse, avec vue panoramique sur la tour Eiffel ainsi qu'un hôtel particulier de 3 000 m2 au no 11 de la place des États-Unis,, ayant appartenu auparavant au célèbre couple de mécènes formé par Charles et Marie-Laure de Noailles. Cet hôtel particulier fastueux, aujourd'hui siège commercial de la cristallerie Baccarat et adresse courue des gastronomes pour son restaurant Cristal Room, servait d'écrin à Akram Ojjeh pour y abriter sa prestigieuse collection de mobilier XVIIIe siècle et de tableaux de maître, dispersée en 1999 par la Maison Christie's,, au profit de sa veuve Nahed Ojjeh.
Akram Ojjeh meurt du diabète au matin du 28 octobre 1991, en son domicile de la place des États-Unis, à Paris. Il est inhumé au cimetière nouveau de Neuilly-sur-Seine, sis à Nanterre.

### Vie de famille
Son fils Akram Ojjeh Junior (d) est vidéaste automobile.

## Distinctions
- Commandeur de la Légion d'honneur (1983), officier en 1974, chevalier en 1950.

#### Article de presse
- Ariane Chemin, « Les dîners de madame Ojjeh », dans Le Monde, 3 octobre 2006